# Lijst van gemeenten in het departement Jura
Hieronder volgt een lijst van de 545 gemeenten (communes) in het Franse departement Jura (departement 39).

## A
Abergement-la-Ronce
- Abergement-le-Grand
- Abergement-le-Petit
- Abergement-lès-Thésy
- Aiglepierre
- Alièze
- Amange
- Andelot-en-Montagne
- Andelot-Morval
- Annoire
- Arbois
- Archelange
- Ardon
- Aresches
- Arinthod
- Arlay
- Aromas
- Les Arsures
- Arsure-Arsurette
- Asnans-Beauvoisin
- Audelange
- Augea
- Augerans
- Augisey
- Aumont
- Aumur
- Authume
- Auxange
- Avignon-lès-Saint-Claude

## B
Balaiseaux
- Balanod
- Bans
- Barésia-sur-l'Ain
- La Barre
- Barretaine
- Baume-les-Messieurs
- Baverans
- Beaufort-Orbagna
- Beffia
- Bellecombe
- Bellefontaine
- Belmont
- Bersaillin
- Besain
- Biarne
- Bief-des-Maisons
- Bief-du-Fourg
- Biefmorin
- Billecul
- Bletterans
- Blois-sur-Seille
- Blye
- Bois-d'Amont
- Bois-de-Gand
- Boissia
- La Boissière
- Bonlieu
- Bonnefontaine
- Bornay
- Les Bouchoux
- Bourcia
- Bourg-de-Sirod
- Bracon
- Brainans
- Brans
- La Bretenière
- Bretenières
- Brevans
- Briod
- Broissia
- Buvilly

## C
Censeau
- Cernans
- Cerniébaud
- Cernon
- Cesancey
- La Chailleuse
- Chaînée-des-Coupis
- Les Chalesmes
- Chambéria
- Chamblay
- Chamole
- Champagne-sur-Loue
- Champagney
- Champagnole
- Champdivers
- Champrougier
- Champvans
- Chancia
- La Chapelle-sur-Furieuse
- Chapelle-Voland
- Chapois
- Charchilla
- Charcier
- Charency
- Charézier
- La Charme
- Charnod
- La Chassagne
- Chassal-Molinges
- Château-Chalon
- La Châtelaine
- Chatelay
- Châtel-de-Joux
- Le Chateley
- Châtelneuf
- Châtenois
- Châtillon
- Chaumergy
- La Chaumusse
- Chaussenans
- Chaussin
- Chaux-des-Crotenay
- La Chaux-du-Dombief
- La Chaux-en-Bresse
- Chaux-Champagny
- Chavéria
- Chemenot
- Chemin
- Chêne-Bernard
- Chêne-Sec
- Chevigny
- Chevreaux
- Chevrotaine
- Chille
- Chilly-le-Vignoble
- Chilly-sur-Salins
- Chissey-sur-Loue
- Choisey
- Choux
- Cize
- Clairvaux-les-Lacs
- Clucy
- Cogna
- Coiserette
- Colonne
- Commenailles
- Condamine
- Condes
- Conliège
- Conte
- Cornod
- Cosges
- Coteaux du Lizon
- Courbette
- Courbouzon
- Courlans
- Courlaoux
- Courtefontaine
- Cousance
- Coyrière
- Coyron
- Cramans
- Crans
- Crenans
- Cressia
- Crissey
- Crotenay
- Les Crozets
- Cuisia
- Cuvier

## D
Dammartin-Marpain
- Damparis
- Dampierre
- Darbonnay
- Denezières
- Le Deschaux
- Desnes
- Les Deux-Fays
- Digna
- Dole
- Domblans
- Dompierre-sur-Mont
- Doucier
- Dournon
- Doye
- Dramelay

## E
Éclans-Nenon
- Écleux
- Écrille
- Entre-deux-Monts
- Équevillon
- Les Essards-Taignevaux
- Esserval-Tartre
- Étival
- L'Étoile
- Étrepigney
- Évans

## F
Falletans
- La Favière
- Fay-en-Montagne
- La Ferté
- Le Fied
- Foncine-le-Bas
- Foncine-le-Haut
- Fontainebrux
- Fontenu
- Fort-du-Plasne
- Foucherans
- Foulenay
- Fraisans
- Francheville
- Fraroz
- Frasne-les-Meulières
- La Frasnée
- Le Frasnois
- Frébuans
- Froideville
- Frontenay

## G
Gatey
- Gendrey
- Genod
- Geraise
- Germigney
- Geruge
- Gevingey
- Gevry
- Gigny
- Gillois
- Gizia
- Grande-Rivière Château
- Grange-de-Vaivre
- Graye-et-Charnay
- Gredisans
- Grozon

## H
Hautecour
- Hauteroche
- Hauts de Bienne
- Les Hays

## I
Ivory
- Ivrey

## J
Jeurre
- Jouhe

## L
Lac-des-Rouges-Truites
- Ladoye-sur-Seille
- Lajoux
- Lamoura
- Le Larderet
- Largillay-Marsonnay
- Larnaud
- Larrivoire
- Le Latet
- La Latette
- Lavancia-Epercy
- Lavangeot
- Lavans-lès-Dole
- Lavans-lès-Saint-Claude
- Lavigny
- Lect
- Lemuy
- Lent
- Leschères
- Loisia
- Lombard
- Longchaumois
- Longcochon
- Longwy-sur-le-Doubs
- Lons-le-Saunier
- Loulle
- Louvatange
- Le Louverot
- La Loye

## M
Macornay
- Maisod
- Malange
- Mantry
- Marigna-sur-Valouse
- Marigny
- Marnézia
- Marnoz
- La Marre
- Martigna
- Mathenay
- Maynal
- Menétru-le-Vignoble
- Menétrux-en-Joux
- Menotey
- Mérona
- Mesnay
- Mesnois
- Messia-sur-Sorne
- Meussia
- Mièges
- Miéry
- Mignovillard
- Moirans-en-Montagne
- Moiron
- Moissey
- Molain
- Molamboz
- Molay
- Monay
- Monnetay
- Monnet-la-Ville
- Monnières
- Montagna-le-Reconduit
- Montaigu
- Montain
- Montbarrey
- Montcusel
- Monteplain
- Montfleur
- Montholier
- Montigny-lès-Arsures
- Montigny-sur-l'Ain
- Montlainsia
- Montmarlon
- Montmirey-la-Ville
- Montmirey-le-Château
- Montmorot
- Montrevel
- Montrond
- Mont-sous-Vaudrey
- Mont-sur-Monnet
- Morbier
- Mouchard
- Mournans-Charbonny
- Les Moussières
- Moutonne
- Moutoux
- Mutigney

## N
Nance
- Nanchez
- Nancuise
- Les Nans
- Neublans-Abergement
- Neuvilley
- Nevy-lès-Dole
- Nevy-sur-Seille
- Ney
- Nogna
- Nozeroy

## O
Offlanges
- Onglières
- Onoz
- Orchamps
- Orgelet
- Ougney
- Ounans
- Our
- Oussières

## P
Pagney
- Pagnoz
- Pannessières
- Parcey
- Le Pasquier
- Passenans
- Patornay
- Peintre
- Perrigny
- Peseux
- La Pesse
- Le Petit-Mercey
- Petit-Noir
- Picarreau
- Pillemoine
- Pimorin
- Le Pin
- Plainoiseau
- Plaisia
- Les Planches-en-Montagne
- Les Planches-près-Arbois
- Plasne
- Plénise
- Plénisette
- Pleure
- Plumont
- Poids-de-Fiole
- Pointre
- Poligny
- Pont-de-Poitte
- Pont-d'Héry
- Pont-du-Navoy
- Ponthoux
- Port-Lesney
- Prémanon
- Présilly
- Pretin
- Publy
- Pupillin

## Q
Quintigny

## R
Rahon
- Rainans
- Ranchot
- Rans
- Ravilloles
- Recanoz
- Reithouse
- Relans
- Les Repôts
- Revigny
- La Rixouse
- Rix
- Rochefort-sur-Nenon
- Rogna
- Romain
- Romange
- Rosay
- Rotalier
- Rothonay
- Rouffange
- Les Rousses
- Ruffey-sur-Seille
- Rye

## S
Saffloz
- Saint-Amour
- Saint-Aubin
- Saint-Baraing
- Saint-Claude
- Saint-Cyr-Montmalin
- Saint-Didier
- Saint-Germain-en-Montagne
- Saint-Hymetière-sur-Valouse
- Saint-Lamain
- Saint-Laurent-en-Grandvaux
- Saint-Lothain
- Saint-Loup
- Saint-Maur
- Saint-Maurice-Crillat
- Saint-Pierre
- Saint-Thiébaud
- Saizenay
- Salans
- Saligney
- Salins-les-Bains
- Sampans
- Santans
- Sapois
- Sarrogna
- Saugeot
- Séligney
- Sellières
- Septmoncel les Molunes
- Sergenaux
- Sergenon
- Sermange
- Serre-les-Moulières
- Sirod
- Songeson
- Soucia
- Souvans
- Supt
- Syam

## T
Tassenières
- Tavaux
- Taxenne
- Thervay
- Thésy
- Thoirette-Coisia
- Thoiria
- Thoissia
- Toulouse-le-Château
- La Tour-du-Meix
- Tourmont
- Trenal
- Les Trois-Châteaux

## U
Uxelles

## V
Vadans
- Val-d'Épy
- Val-Sonnette
- Val Suran
- Valempoulières
- Valzin en Petite Montagne
- Vannoz
- Le Vaudioux
- Vaudrey
- Vaux-lès-Saint-Claude
- Vaux-sur-Poligny
- Verges
- Véria
- Vernantois
- Le Vernois
- Vers-en-Montagne
- Vers-sous-Sellières
- Vertamboz
- Vescles
- Vevy
- La Vieille-Loye
- Villard-Saint-Sauveur
- Villards-d'Héria
- Villeneuve-d'Aval
- Villeneuve-lès-Charnod
- Villeneuve-sous-Pymont
- Villerserine
- Villers-Farlay
- Villers-les-Bois
- Villers-Robert
- Villette-lès-Arbois
- Villette-lès-Dole
- Villevieux
- Le Villey
- Vincent-Froideville
- Viry
- Vitreux
- Voiteur
- Vosbles-Valfin
- Vriange
- Vulvoz

## Voormalige gemeentes in de Jura
- Arthenas
- L'Aubépin
- La Balme-d'Épy
- Beaufort
- Bonnaud
- Bourcia
- Bréry
- Cézia
- Chassal
- Château-des-Prés
- Chatonnay
- Chaux-des-Prés
- Chazelles 
- Chemilla
- Chisséria
- Coisia
- Communailles-en-Montagne
- Crançot
- Cuttura
- Dessia
- Esserval-Combe
- Essia
- Fétigny
- Florentia
- Froideville
- Grande-Rivière
- Granges-sur-Baume
- Grusse
- Lains
- Lavans-sur-Valouse
- Légna
- Lézat
- Louvenne
- Mallerey
- Mirebel
- Molinges
- Molpré
- Les Molunes
- Montagna-le-Templier
- Morez
- La Mouille
- Nanc-lès-Saint-Amour
- Nantey
- Orbagna
- Les Piards
- Pratz
- Prénovel
- Sainte-Agnès
- Saint-Germain-lès-Arlay
- Saint-Hymetière
- Saint-Jean-d'Étreux
- Saint-Julien
- Saint-Laurent-la-Roche
- Saint-Lupicin
- Savigna
- Senaud
- Septmoncel
- Tancua
- Thoirette
- Valfin-sur-Valouse
- Varessia
- Vercia
- Villard-sur-Bienne
- Villechantria
- Vincelles
- Vincent
- Vosbles